# Wędrówki z dinozaurami
Wędrówki z dinozaurami (ang. Walking with Dinosaurs) – paradokumentalny serial telewizyjny, wyprodukowany przez telewizję BBC i po raz pierwszy emitowany w Wielkiej Brytanii w 1999 r., z Kennethem Branaghem jako narratorem. W Polsce serial był po raz pierwszy emitowany w roku 2000 w Programie Drugim Telewizji Polskiej; konsultantem naukowym wersji polskiej był Karol Sabath, a lektorami – Maciej Gudowski i Janusz Szydłowski.
Stylizowane na dokument przyrodniczy, Wędrówki z dinozaurami przy użyciu komputerowych efektów specjalnych i animatroniki starają się odtworzyć wygląd i zachowania dinozaurów i innych zwierząt z ery mezozoicznej. W odróżnieniu od wielu starszych filmów dokumentalnych poświęconych dinozaurom, przeznaczających stosunkowo niewiele czasu na sceny ze zrekonstruowanymi zwierzętami, Wędrówki z dinozaurami niemal całkowicie skupiają się na pokazywaniu scen z życia prehistorycznych zwierząt, ich zachowań, interakcji z otoczeniem, relacji z przedstawicielami swojego i innych gatunków, zdobywania pożywienia, walki i rozmnażania; dane o tych aspektach ich życia uzyskano dzięki badaniom skamieniałości uzupełnionym przez spekulacje oparte na analizie zachowań współczesnych zwierząt. Od tej formuły twórcy serii zaczęli odchodzić dopiero przy niektórych odcinkach specjalnych serialu (patrz niżej). „Typowymi” dokumentami o dinozaurach, zawierającymi wywiady z paleontologami będącymi konsultantami naukowymi serialu oraz informacje o historii odkryć i badaniach nad skamieniałościami, są dodatkowe odcinki opisujące powstawanie serialu: Jak powstawały ‘Wędrówki z dinozaurami’ (ang. The Making of ‘Walking with Dinosaurs’) i druga część odcinka specjalnego Ballada o Wielkim Alu.

## Oryginalna seria
Każdy odcinek Wędrówek z dinozaurami przedstawia losy danego zwierzęcia lub grupki zwierząt (co nie wyklucza wątków pobocznych, bez udziału lub z niewielkim udziałem „głównych bohaterów” odcinka), zazwyczaj w przeciągu kilku miesięcy lub nawet kilku lat. Oryginalna seria składa się z sześciu 30-minutowych odcinków, z których każdy przedstawia losy zwierząt zamieszkujących dane terytorium na określonym etapie ery mezozoicznej.
Uwaga: polskie tytuły odcinków pochodzą z wersji polskiej serialu emitowanej na TVP2 w roku 2000.

### Nowa krew
Odcinek miał premierę w Wielkiej Brytanii 4 października 1999 r. Pierwszy odcinek serii przedstawia ekosystem terytorium współczesnej Arizony z okresu triasu, 220 mln lat temu.
- Oryginalny tytuł: New Blood
- Miejsce kręcenia zdjęć do odcinka: Nowa Kaledonia

Zwierzęta pojawiające się w odcinku:
- Coelophysis
- Plateosaurus
- Peteinosaurus
- Postosuchus
- Placerias
- niezidentyfikowane cynodonty (na stronie internetowej serialu i w książce Tima Hainesa zostało ujawnione, że ich wygląd był wzorowany na cynodoncie z rodzaju Thrinaxodon z południowej Afryki. Jednak cynodonty występujące w tym odcinku są o wiele większe niż Thrinaxodon, który był wielkości kota. Ich rozmiary ustalono na podstawie dwóch odkrytych w Arizonie zębów trzonowych, wskazujących na zwierzę o długości co najmniej 1,5 metra. Więcej na temat tych zębów w dziale „Kontrowersje” – „Inne wątpliwości”)
- prehistoryczna ryba dwudyszna Arganodus
- ważki („zagrane” przez prawdziwe zwierzęta)

W odpowiadającym temu odcinkowi rozdziale książki Tima Hainesa pojawiają się też niezidentyfikowane fitozaury, metopozaury oraz spawęk.
Odcinek skupia się na losach grupki teropodów z rodzaju Coelophysis (a w szczególności jednej, młodej samicy), żyjących w zachodniej części superkontynentu Pangei. Dinozaury nie są jeszcze dominującą grupą lądowych kręgowców, rywalizują z przedstawicielami innych gałęzi archozaurów, w tym wielkimi drapieżnymi postozuchami, z pterozaurami, jak owadożerne peteinozaury, a także z terapsydami, takimi jak roślinożerne placeriasy czy ssakopodobne cynodonty. Wytrzymałość zwierząt różnych gatunków zostaje wystawiona na próbę, gdy po zakończeniu pory deszczowej przychodzi nadzwyczajnie długa i ciężka, 9-miesięczna pora sucha, doprowadzająca stopniowo do wyschnięcia lokalnej rzeki i przemiany okolicy w pustynię. Celofyzom udaje się dostosować do nowych, trudnych warunków, dzięki temu, że przy wydalaniu tracą mniej wody niż inne duże kręgowce, oraz dzięki zmianom zachowań – łączą się w grupy by wspólnie polować, nie cofają się przed kanibalizmem. Inne duże kręgowce nie radzą sobie tak dobrze w warunkach suszy. Samica postozucha, ranna w udo podczas ataku na placeriasy, nie jest w stanie polować; wypędzona przez samca swojego gatunku z własnego terytorium, wkrótce traci władzę w tylnych kończynach i ostatecznie ginie z głodu i wyczerpania, a jej ciało pada łupem watahy celofyzów. Gdy pora sucha się przedłuża, placeriasy opuszczają okolicę w poszukiwaniu wody i pożywienia; ostatecznie oprócz celofyzów w tej okolicy udaje się przetrwać jedynie cynodontom. Gdy przychodzi pora deszczowa, teren jest już opanowany przez dinozaury; do celofyzów dołącza stado dużych roślinożernych plateozaurów – dowód na to, jak dinozaury zdążyły się już zróżnicować, a zarazem zapowiedź nadchodzącej ery ich dominacji.

### Czas tytanów
Odcinek miał premierę w Wielkiej Brytanii 11 października 1999 r. Drugi odcinek serii przedstawia ekosystem terytorium współczesnego Kolorado z późnej jury, 152 mln lat temu.
- Oryginalny tytuł: Time of the Titans
- Miejsca kręcenia zdjęć do odcinka: Kalifornia, Chile, Nowa Zelandia, Tasmania

Zwierzęta pojawiające się w odcinku:
- Diplodocus
- Brachiosaurus
- Allosaurus
- Ornitholestes
- Stegosaurus
- Othnielia
- Anurognathus
- ważki („zagrane” przez prawdziwe zwierzęta)
- żuki gnojaki („zagrane” przez prawdziwe zwierzęta)

W odpowiadającym temu odcinkowi rozdziale książki Tima Hainesa pojawiają się też celury (Coelurus); z kolei małe ornitopody nie są wprost wspominane, choć są wzmianki o bliżej nieokreślonych roślinożercach, których wabią spustoszenia dokonywane przez stado diplodoków w zagajniku sagowców.
Pod koniec okresu jurajskiego, po rozpadzie superkontynentu Pangei, klimat jest wilgotniejszy niż w triasie. Dzięki temu ogromne obszary, na których kiedyś były pustynie, teraz są porośnięte lasami iglastymi lub rozległymi paprociowymi równinami. Dinozaury dominują na Ziemi od dziesiątków milionów lat; największy sukces odnoszą olbrzymie, długoszyje zauropody, jak brachiozaury czy diplodoki. Odcinek otwiera scena składania jaj przez samicę diplodoka w gnieździe na skraju lasu. Przy pomocy pokładełka samica składa ok. 100 jaj, po czym przysypuje je i, pozostawiając własnemu losowi, opuszcza las i wraca do swego stada. Po 3 miesiącach z tych jaj, które nie padły łupem leśnych drapieżników, takich jak niewielki ornitolest, wykluwają się młode. Odcinek skupia się na ich dalszych losach, zwłaszcza jednej samiczki, od narodzin i natychmiastowej ucieczki w głąb lasu. Gdy samiczka ma rok, udaje się jej przeżyć atak dwóch allozaurów na stadko młodych diplodoków, do którego należy; w ataku tym giną dwa inne diplodoki, jeden zabity przez allozaura, drugi zabity przez przypadek przez zdenerwowanego stegozaura. Równolegle do losów małych diplodoków, odcinek przedstawia też życie stada dorosłych przedstawicieli tego gatunku, ich wzajemne relacje, zdobywanie pokarmu i sposób, w jaki kształtują swoje środowisko, karczując lasy. Przedstawiony zostaje też związek łączący olbrzymie diplodoki z niewielkimi pterozaurami – anurognatami, spędzającymi większą część życia na grzbietach lub w pobliżu olbrzymich dinozaurów i pożerającymi płoszone przez nie owady. Gdy samica diplodoka ma 5 lat, jako jednej z trzech członków stadka udaje się jej przeżyć ogromny pożar lasu; jest jednak zmuszona do wyjścia na równiny, gdzie jest narażona na ataki wielkich drapieżników, przed którymi nie potrafi się obronić. Jeden z towarzyszących jej młodych diplodoków wkrótce ginie; samicy i drugiemu z jej towarzyszy udaje się jednak znaleźć stado dorosłych diplodoków i dołączyć do niego. W wieku 10 lat już dojrzała samica po raz pierwszy przystępuje do godów i do kopulacji. Po kilku dniach zostaje zaatakowana przez dwa allozaury, udaje jej się jednak przeżyć atak, mimo odniesienia poważnych ran.

### Okrutne morze
Odcinek miał premierę w Wielkiej Brytanii 18 października 1999 r. Trzeci odcinek serialu przedstawia ekosystem terytorium współczesnego Oxfordshire z późnej jury, 149 mln lat temu.
- Oryginalny tytuł: Cruel Sea
- Miejsca kręcenia zdjęć do odcinka: Bahamy, Nowa Kaledonia

Zwierzęta pojawiające się w odcinku:
- Ophthalmosaurus
- Cryptoclidus
- Liopleurodon
- Rhamphorhynchus
- Eustreptospondylus
- niezidentyfikowany żółw (o jego rozkładające się ciało w jednej ze scen walczą dwa eustreptospondyle)
- Hybodus (zidentyfikowany na stronie internetowej serialu)
- Leptolepis („zagrany” przez śledzie, zidentyfikowany na stronie internetowej serialu)
- Perisphinctes (zidentyfikowany w książce Tima Hainesa)
- kałamarnica („zagrana” przez prawdziwe zwierzę)
- skrzypłocze („zagrane” przez prawdziwe zwierzęta)
- korniki („zagrane” przez prawdziwe zwierzęta)
- krążkopławy („zagrane” przez prawdziwe zwierzęta)

W odpowiadającym temu odcinkowi rozdziale książki Tima Hainesa wzmiankowani są też liczni inni mieszkańcy jurajskich mórz, m.in. morskie krokodyle, minogi, śluzice, belemnity czy krewetki.
Odcinek otwiera scena, w której z morza przy brzegu wyspy niespodziewanie wynurza się olbrzymi pliozaur Liopleurodon, by schwytać w zęby eustreptospondyla poszukującego pożywienia na wybrzeżu i wciągnąć go pod wodę. (Nie ma dowodów, że liopleurodony rzeczywiście polowały w ten sposób; twórców serialu mogły zainspirować zachowania orek żyjących w wodach przybrzeżnych Argentyny, potrafiących atakować uchatki na wybrzeżach.) Na skutek podniesienia się poziomu oceanów, obszar współczesnej Europy w późnej jurze jest w dużym stopniu pokryty wodami Morza Tetydy, rozdzielającego kontynenty Laurazji i Gondwana. Na północnych krańcach Tetydy, gdzie dzieje się akcja odcinka, znajdują się nieliczne małe wysepki, otoczone płytkim morzem. Dinozaury nie są tu liczne, znakomite warunki do życia znajdują tu natomiast gady morskie z grupy plezjozaurów, jak kryptoklidy, oraz rybożerne pterozaury, jak ramforynchy. Raz do roku jednak z głębszych wód przybywają tu setki samic ichtiozaurów z rodzaju Ophthalmosaurus, by wydać tu na świat młode. Odcinek skupia się na losach nowego pokolenia oftalmozaurów przez cztery miesiące, jakie spędzają na płytkich wodach, od narodzin, przez stopniowy wzrost i nabywanie umiejętności łowieckich – przy jednoczesnym unikaniu drapieżników, takich jak liopleurodony czy rekiny z rodzaju Hybodus – aż do ich ostatecznego wypłynięcia na głębsze wody. Widzowie są jednak świadkami także wydarzeń z życia innych mieszkańców wysp i ich wód przybrzeżnych, jak polowania ramforynchów i kryptoklidów na ryby, wędrówki padlinożernych eustreptospondyli z wyspy na wyspę w poszukiwaniu pożywienia, gody skrzypłoczy, czy wreszcie wielki sztorm, który kładzie kres życiu największego drapieżnika tych wód – 25–metrowego liopleurodona, wyrzuconego na brzeg wyspy, niezdolnego wrócić do morza i zdanego na łaskę eustreptospondyli.

### Pod skrzydłami olbrzymów
Odcinek miał premierę w Wielkiej Brytanii 25 października 1999 r. Czwarty odcinek serialu przedstawia zwierzęta żyjące we wczesnej kredzie, 127 mln lat temu, na olbrzymim obszarze, od Brazylii, przez Amerykę Północną i młody Atlantyk, aż po wyspy na terytorium współczesnej Europy zachodniej.
- Oryginalny tytuł: Giant of the Skies
- Miejsca kręcenia zdjęć do odcinka: Nowa Zelandia, Tasmania

Zwierzęta pojawiające się w odcinku:
- Ornithocheirus
- Tapejara
- niezidentyfikowane pterozaury
- Caulkicephalus (zidentyfikowany jako pterozaur)
- Iguanodon
- Dakotadon (zidentyfikowany jako amerykański iguanodon)
- Polacanthus
- Gastonia (zidentyfikowana jako amerykański polakant)
- Utahraptor
- Iberomesornis (zidentyfikowany na stronie internetowej serialu i w książce Tima Hainesa)
- Kronosaurus (do jego przedstawienia został wykorzystany komputerowy model liopleurodona)
- osa („zagrana” przez prawdziwe zwierzę)
- Saurophthirus (zidentyfikowany w książce Tima Hainesa,"zagrany” przez roztocze)
- ryby („zagrane” przez prawdziwe zwierzęta)

W odpowiadającym temu odcinkowi rozdziale książki Tima Hainesa pojawiają się też duże drapieżne słodkowodne żółwie, będące dominującymi drapieżnikami jezior wyspy Kornubii.
Gdy we wczesnej kredzie podniósł się poziom oceanów, rozpadały się stare kontynenty, a między nowymi rozciągały się rozległe płytkie morza, powstały doskonałe warunki dla rozwoju wielkich pterozaurów. Odcinek skupia się na losach jednego z nich – ponad 40-letniego samca pterozaura z rodzaju Ornithocheirus, olbrzyma o 12–metrowej rozpiętości skrzydeł. Zazwyczaj przemierzający Ziemię w poszukiwaniu pożywienia, ornitocheir, jak co roku gdy zbliża się okres godów, zmienia trasę swej wędrówki, wyruszając na tereny lęgowe na wyspie Kantabrii, odpowiadającej terytorium dzisiejszej Hiszpanii. Wyruszając ze skalistych wybrzeży na terytorium dzisiejszej Brazylii (według książki Tima Hainesa z wybrzeży Borboremy, odpowiadających północno-wschodniej Brazylii), pterozaur po kilku dniach dociera do południowych wybrzeży dzisiejszej Ameryki Północnej. Tam trafia na ogromne, składające się z setek osobników stado iguanodonów z gatunku Dakotadon, przemierzających wybrzeże i żerujących na skraju lasu. Tropikalna ulewa zmusza ornitocheira do schronienia się na dzień przed deszczem i tym samym przerwania swej wędrówki; pterozaur spędza ten czas na oczyszczaniu futra z pasożytów – owadów z rodzaju Saurophthirus. W końcu, wykorzystując silne prądy wznoszące powietrza, udaje mu się wzbić w przestworza i kontynuować wędrówkę. Cały dzień zajmuje mu pokonanie młodego, szerokiego dopiero na 300 km, Atlantyku i dotarcie do pierwszej wyspy po jego wschodniej stronie (w książce Tima Hainesa wyspa ta zostaje zidentyfikowana jako Kornubia, obejmująca tereny dzisiejszej Kornwalii). Tam ornitocheir natrafia na stado iguanodonów, inaczej ubarwionych i większych od kuzynów z Ameryki Północnej. Stado jest dwukrotnie atakowane przez parę drapieżnych utahraptorów; drugi atak kończy się sukcesem drapieżników, które zabijają jednego z iguanodonów. Olbrzymi pterozaur ostatecznie zostaje zmuszony do opuszczenia wyspy przez stado ptaków z rodzaju Iberomesornis, uznających go za zagrożenie dla swych jaj i w związku z tym wściekle go atakujących. Ornitocheir, po pokonaniu łącznie 14 000 km, ostatecznie dociera na wyspę Kantabrię. Chce wylądować w samym centrum terenów lęgowych, wiedząc, że ma wówczas największe szanse na wzbudzenie zainteresowania samic; jednak przybyłe wcześniej samce uniemożliwiają mu lądowanie w tym miejscu i przepędzają go na skraj tokowiska. Wyczerpanie długą podróżą, upałem i bezowocnymi próbami zdobycia partnerki po trzech dniach doprowadza do śmierci olbrzymiego pterozaura. Ciało jego i innych zdechłych pterozaurów służy za pokarm dla pozostających na wyspie młodych ornitocheirów.

### Duchy milczących kniei
Odcinek miał premierę w Wielkiej Brytanii 1 listopada 1999 r. Piąty odcinek serialu przedstawia ekosystem terytorium współczesnej Australii ze środkowej kredy, 106 mln lat temu.
- Oryginalny tytuł: Spirits of the Ice Forest
- Miejsce kręcenia zdjęć do odcinka: Nowa Zelandia

Zwierzęta pojawiające się w odcinku:
- Leaellynasaura
- Muttaburrasaurus
- Rapator (zidentyfikowany jako karłowaty allozaur)
- Mythunga (zidentyfikowana jako pterozaur)
- Koolasuchus
- Steropodon (zidentyfikowany na stronie internetowej serialu i w książce Tima Hainesa, „zagrany” przez ostronosa)
- hatteria („zagrana” przez prawdziwe zwierzę)
- wety („zagrane” przez prawdziwe zwierzęta)
- komary („zagrane” przez prawdziwe zwierzęta)

W odpowiadającym temu odcinkowi rozdziale książki Tima Hainesa pojawiają się też ptaki – Nanantius (w książce błędnie nazwane Nanatius), a zamiast komarów dinozaurom dokuczają meszki.
W połowie okresu kredowego wielki południowy kontynent, obejmujący dzisiejszą Amerykę Południową, Antarktydę i Australię jest ogrzewany przez ciepłe prądy morskie płynące od równika i uniemożliwiające powstanie czapy lodowej na biegunie południowym. Dzięki temu na obszarach dzisiejszej Australii rosną rozległe lasy iglaste. Mimo to warunki są jak na erę mezozoiczną wyjątkowo trudne; choć w czasie dnia polarnego jest ciepło, bujnie rozwijają się rośliny a słońce nie zachodzi, to z drugiej strony przez kilka miesięcy w roku żyjące tu zwierzęta muszą żyć w ciemnościach i borykać się z niskimi temperaturami z powodu nadejścia nocy polarnej. Przez cały rok w tych warunkach żyją niewielkie ornitopody z rodzaju Leaellynasaura. Kamera śledzi rok z życia stada tych dinozaurów, żyjącego w lesie w odległości kilkuset mil (w wersji TVP2 – kilkuset kilometrów) od bieguna południowego. Widzowie poznają je, gdy zaczyna się dzień polarny. Lielynazaury po przystąpieniu do godów wkrótce zakładają gniazda; wiele z nich zostaje zniszczonych przez leśne drapieżniki. Udaje się jednak ocalić gniazdo dominującej pary, w którym wykluwa się trójka młodych. Pod opieką całego stada młode stopniowo dorastają i zdobywają umiejętności niezbędne im do przetrwania, ćwicząc zwinność, równowagę i szybkość reakcji. O tej porze roku lielynazaurom zagraża Koolasuchus – „żywa skamieniałość” swoich czasów, ostatni żyjący temnospondyl, zimą hibernujący w lesie, latem przenoszący się do rzeki i tam polujący. Innym zagrożeniem są rapatory, które latem przybywają na południe w ślad za stadami dużych roślinożernych mutaburazaurów. Gdy zbliża się noc polarna i stada mutaburazaurów wyruszają na północ, jeden z rapatorów, wykorzystując panujący w lesie hałas, zaskakuje stado lielynazaur i zabija dominującą samicę. Powoduje to dezorganizację stada i utrudnia mu ochronę piskląt; w rezultacie udaje się przeżyć tylko jednemu z młodych. Gdy nadchodzi noc polarna lielynazaury, orientujące się w ciemnościach dzięki swym dużym oczom, dla ochrony przed chłodem i w poszukiwaniu pożywienia wycofują się w głąb lasu. Gdy to nie pomaga, zbijają się w ciasną grupę i na kilka dni zapadają w stan odrętwienia, by tracić mniej ciepła. Udaje im się przetrwać noc polarną; wraz z nadejściem wiosny, gdy zaczyna się okres ich godów, w wyniku walki wyłoniony zostaje dominujący samiec. Gdy wybiera sobie samicę, stado odbudowuje swoją strukturę wokół pary dominującej, przygotowując się do walki o przetrwanie przez kolejny rok.

### Śmierć dynastii
Odcinek miał premierę w Wielkiej Brytanii 8 listopada 1999 r. Szósty i zarazem ostatni odcinek oryginalnej serii przedstawia ekosystem terytorium współczesnej Montany z późnej kredy, 65,5 mln lat temu.
- Oryginalny tytuł: Death of a Dynasty
- Miejsca kręcenia zdjęć do odcinka: Chile, Nowa Zelandia

Zwierzęta pojawiające się w odcinku:
- Tyrannosaurus
- Dakotoraptor (zidentyfikowany jako dromeozaur)
- Ankylosaurus
- Anatotitan
- Thescelosaurus (do jego przedstawienia został wykorzystany komputerowy otnieli)
- Torosaurus
- Triceratops (martwy, samiec tyranozaura wykorzystuje jego ciało do zwabienia samicy)
- Quetzalcoatlus
- Thoracosaurus (nazywany na stronie internetowej serialu i w książce Tima Hainesa deinozuchem)
- Dinilysia (zidentyfikowana na stronie internetowej serialu, „zagrana” przez boa dusiciela)
- Didelphodon
- motyl („zagrany” przez prawdziwe zwierzę)
- niezidentyfikowany mały ssak (martwy, zabity pod wpływem aktywności wulkanicznej)
- niezidentyfikowany mały teropod (prawdopodobnie nanotyran martwy, samiec tyranozaura znajduje jego zwłoki koło gejzerów)

W odpowiadającym temu odcinkowi rozdziale książki Tima Hainesa nie pojawia się triceratops (zamiast niego zabity zostaje torozaur), dromeozaury ani małe ornitopody, kilkakrotnie są natomiast wspominane edmontozaury (Edmontosaurus).
Odcinek przedstawia wydarzenia ostatnich kilku miesięcy ery dominacji dinozaurów. Wzmożona aktywność wulkaniczna na całym świecie wyniszcza powierzchnię Ziemi, a jednocześnie uwalnia do atmosfery ogromne ilości gazów wulkanicznych. W książce Tima Hainesa mówi się też o problemie zaniku płytkich mórz epikontynentalnych, i tym samym znacznego osuszenia klimatu w głębi lądu. Wiele grup zwierząt nie potrafi przystosować się do nowych warunków; np. pterozaury, niegdyś władające przestworzami, teraz są grupą na skraju wymarcia, ustępującą miejsca ptakom. Dinozaury wciąż są dominującymi kręgowcami lądowymi, lecz w wyniszczonym erupcjami wulkanów krajobrazie trudno im znaleźć pożywienie; co gorsza, aktywność wulkaniczna pozbawia środowiska składników mineralnych niezbędnych dinozaurom do wytworzenia skorupek jaj, w rezultacie czego coraz rzadziej z jaj wykluwają się młode. Sytuację pogarszają jeszcze ataki drapieżników, takich jak dakotoraptory czy torbacze z rodzaju Didelphodon, polujące na jaja i młode dinozaury. Jedna ze scen opisuje atak dromeozaurów na stado torozaurów, podczas którego ginie najmłodszy członek stada. „Główna bohaterka” odcinka, samica tyranozaura, traci lęg – wszystkie zarodki giną jeszcze przed wykluciem się z jaja, pod wpływem aktywności wulkanicznej. Porzucając gniazdo, samica raz jeszcze staje się płodna i zaczyna nawoływać samce. Jeden z nich, po zabiciu młodego triceratopsa, odpowiada na wezwanie samicy i oddaje jej swą ofiarę jako podarek godowy. Wkrótce dochodzi do serii kopulacji tyranozaurów; po kilku dniach jednak już zapłodniona samica agresywnie przepędza samca. Następnie buduje gniazdo, w którym składa 12 jaj i strzeże go przed mniejszymi dinozaurami i ssakami przez 2 miesiące, nie opuszczając go nawet na krok i nawet nie polując w tym czasie. Gdy z jaj wykluwa się trójka młodych, samica, szukając pożywienia dla nich i dla siebie, atakuje stado kaczodziobych anatotytanów, zabijając jednego z nich. Po kilku dniach jedno z jej młodych znika, prawdopodobnie zabite przez rodzeństwo; dwójka pozostałych młodych w toku zabawy zbliża się na niebezpieczną odległość do opancerzonego ankylozaura, co zmusza ich matkę do wystąpienia w ich obronie i zaatakowania roślinożercy. Kończy się to dla niej tragicznie: ankylozaur ciosem kostnej buławy na końcu ogona łamie jej kość udową i uszkadza narządy wewnętrzne. Samicy udaje się uciec z młodymi, lecz jej los jest już przypieczętowany: do rana następnego dnia kona. Jej młode nie przeżywają jej nawet o dzień; gdy nawołują przy jej martwym ciele, w dzisiejszą Zatokę Meksykańską uderza kometa (w wersji TVP2 – niezidentyfikowane wielkie ciało niebieskie), wywołując gigantyczną falę uderzeniową, która wkrótce zmiata je i ciało ich matki. Wkrótce Ziemię spowija mrok i spada deszcz roztopionych skał. Uderzenie ciała niebieskiego wywołuje wielkie wymieranie kredowe, w wyniku którego wymiera 65% organizmów żywych, w tym m.in. wszystkie dinozaury – z wyjątkiem ptaków, którym udaje się przetrwać aż do czasów współczesnych. Wymarcie dinozaurów otwiera erę dominacji ssaków.

## Odcinki specjalne
Sukces oryginalnej serii Wędrówek z dinozaurami zachęcił jej twórców do wyprodukowania kilku dodatkowych, specjalnych odcinków. Wszystkie były emitowane w Polsce przez TVP2, z Maciejem Gudowskim jako lektorem.

### Ballada o Wielkim Alu
Pierwszy odcinek specjalny, Ballada o Wielkim Alu, miał premierę w Wielkiej Brytanii 25 grudnia 2000 roku (po raz pierwszy w historii BBC wyemitowała wówczas program popularnonaukowy w Boże Narodzenie). Pierwszy odcinek specjalny był zarazem ostatnim w serii, w którym narratorem był Kenneth Branagh (choć powrócił on w niektórych spin-offach Wędrówek z dinozaurami), wykorzystana została czołówka oryginalnej serii i w którym zachowana została jej pierwotna formuła. O ile jednak „bohaterowie” odcinków oryginalnej serii nie byli opierani na rzeczywistych, pojedynczych zwierzętach, o tyle Ballada o Wielkim Alu próbuje odtworzyć historię życia jednego, konkretnego dinozaura, który kiedyś żył naprawdę: teropoda z gatunku Allosaurus fragilis, żyjącego w późnej jurze, 145 mln lat temu. Jego doskonale zachowany, kompletny w 95% szkielet odkryto w 1991 roku w stanie Wyoming i przezwano „Wielkim Alem”.
- Oryginalny tytuł: ‘Walking with Dinosaurs‘ Special – The Ballad of Big Al
- Miejsce kręcenia zdjęć do odcinka: Utah, Arizona

Zwierzęta pojawiające się w odcinku:
- Allosaurus
- Ornitholestes
- Diplodocus
- Apatosaurus
- Brachiosaurus
- Stegosaurus
- Othnielia
- Dryosaurus
- niezidentyfikowane pterozaury (do ich przedstawienia zostały wykorzystane komputerowe modele anurognatów)
- Saurophaganax (zidentyfikowany jako dorosły allozaur)
- jaszczurka („zagrana” przez prawdziwe zwierzę)
- płazy ogoniaste („zagrane” przez prawdziwe zwierzęta)
- ważki („zagrane” przez prawdziwe zwierzęta)
- skorpion („zagrany” przez prawdziwe zwierzę)
- muchówki („zagrane” przez prawdziwe zwierzęta)

Pod koniec pory suchej w gnieździe allozaura z jaj zaczynają wykluwać się młode; jednym z nich jest „bohater” tego odcinka – „Wielki Al”. Młode allozaury zaczynają nawoływać matkę, która wkrótce przybywa do gniazda i rozkopuje jego powierzchnię, uwalniając swe potomstwo; będzie się nim opiekować przez kilka najbliższych tygodni. Wkrótce, z obawy przed zagrażającymi młodym drapieżnikami, opuszcza z nimi gniazdo i zabiera je na pobliską zalewową równinę. Tam pisklęta zdobywają niezbędne do przetrwania umiejętności, walczą między sobą i próbując polować na małe zwierzęta. Gdy samica zostawia je na krótko, by polować, młode zostają zaatakowane przez rocznego samca allozaura; udaje mu się zabić jednego z rodzeństwa Ala.
Następnie kamera rejestruje losy Wielkiego Ala w drugim roku jego życia, gdy, już jako samotny drapieżnik 3-metrowej długości, poszukuje dla siebie pożywienia w lesie. Nie decyduje się na atak na stado otnielii, żerujących niedaleko wielkiego stegozaura, ani na samicę ornitolesta agresywnie broniącą swego gniazda; z kolei atak na stado driozaurów kończy się niepowodzeniem. Ostatecznie udaje mu się zaspokoić głód, chwytając i pożerając jaszczurkę. Nieopodal zaurofaganyks, zwabiony zapachem padliny stegozaura, wkracza na bagno, na którym znajduje się ciało roślinożercy; jednak pożerając padlinę, sam grzęźnie w bagnie, i pozostaje tu razem z drugim, konającym allozaurem, który ugrzązł tu już wcześniej. Do wieczora oba dinozaura konają z wyczerpania, a ich ciała stają się pokarmem dla pterozaurów. Wielkiemu Alowi udaje się uniknąć pułapki, gdyż nauczył się nie zbliżać do wabionych zapachem padliny wielkich drapieżników.
3 lata później Wielki Al, mający już 9 metrów długości, wraz z kilkoma innymi młodymi allozaurami poluje na stado diplodoków, wędrujących wzdłuż wielkiego, słonego jeziora ku terenom lęgowym na południu. Atakującym stado allozaurom udaje się osaczyć chorego, pozostającego w tyle osobnika i oddzielić go od reszty diplodoków. Niecierpliwy Al próbuje atakować zauropoda i zostaje przez niego zraniony. Jednak po kilku godzinach upał w połączeniu ze stresem i chorobą powala diplodoka na ziemię, umożliwiając drapieżnikom pożarcie go. Po godzinie do ucztujących młodych allozaurów dołącza wielka, dorosła samica, zmuszając je do dania jej dostępu do ich zdobyczy.
Rok później Al, mając już 10 m długości i ozdobne, czerwone grzebienie nad oczami, zbliża się do osiągnięcia dojrzałości płciowej. Gdy na początku pory suchej wyczuwa dorosłą samicę, po raz pierwszy w życiu wydaje godowy zew. Znacznie większa od niego samica nie jest nim zainteresowana i zaczyna odchodzić; jednak niedoświadczony Al dalej nawołuje i zbliża się do niej na niebezpieczną odległość, w rezultacie czego zostaje przez nią zaatakowany i poraniony. Udaje mu się uciec, a rany z czasem się goją. Jednak po 5 miesiącach pory suchej, gdy podczas polowania ściga stado driozaurów, potyka się o pień drzewa i łamie środkowy palec prawej stopy. W rezultacie nie jest w stanie polować, co w sytuacji, gdy pora sucha się przedłuża, bardzo zmniejsza jego szanse na przetrwanie; co gorsza, dochodzi do zakażenia rany. Po ponad 2 kolejnych miesiącach pory suchej, dwa małe allozaury odnajdują w wyschłym korycie rzeki wychudzone ciało Wielkiego Ala.
W drugiej części Ballady o Wielkim Alu (oryginalny tytuł: ‘Walking with Dinosaurs‘ Special – Big Al: The Science) przedstawiona zostaje historia odkrycia szkieletu Wielkiego Ala i badań nad nim, które pozwoliły stwierdzić, jakie obrażenia odniósł za życia i dlaczego zginął.

### Powrót dinozaurów
- Oryginalny tytuł: Chased by Dinosaurs

W roku 2002 producenci i współtwórcy oryginalnej serii – Tim Haines i Jasper James – założyli spółkę Impossible Pictures, niezależną od BBC, choć często produkującą dla niej programy. Do pierwszych produkcji nowej spółki należały wyprodukowane właśnie dla BBC dwa nowe odcinki specjalne Wędrówek z dinozaurami. Tym razem jednak nastąpiło odejście od formuły oryginalnej serii; zamiast niewidocznego na ekranie narratora, komentującego wydarzenia z życia prehistorycznych zwierząt, wprowadzona zostaje grupa ludzi – przyrodnik Nigel Marven i towarzysząca mu ekipa filmowa – którzy podróżując w czasie trafiają do ery mezozoicznej i wchodzą w kontakt z prehistorycznymi zwierzętami.

#### Powrót dinozaurów: Pazur olbrzyma
Odcinek ten miał swą premierę w Wielkiej Brytanii 30 grudnia 2002 r. Nigel Marven z ekipą filmową trafia na terytorium dzisiejszej Mongolii z późnej kredy, 75 mln lat temu.
- Oryginalny tytuł: The Giant Claw: A"Walking With Dinosaurs" Special

Zwierzęta pojawiające się w odcinku:
- Therizinosaurus
- Velociraptor
- Mononykus
- Tarbosaurus
- Saurolophus
- Protoceratops
- Azhdarcho (zidentyfikowany na stronie internetowej serialu)
- skorpion („zagrany” przez prawdziwe zwierzę)
- muchówki („zagrane” przez prawdziwe zwierzęta)

Marven poszukuje terizinozaura – teropoda będącego właścicielem gigantycznych szponów, największych spośród wszystkich dinozaurów – licząc, że okaże się on wielkim drapieżnikiem. Jednak w toku poszukiwań coraz więcej szczegółów go zastanawia – jak odkrycie odchodów typowych dla roślinożercy przy porzuconym gnieździe terizinozaura. Po drodze spotyka też wiele innych dinozaurów zamieszkujących późnokredową Mongolię, w tym niewielkie drapieżne welociraptory. Gdy ostatecznie znajduje terizinozaura, okazuje się on w istocie wielkim roślinożercą. Marven jest też świadkiem starcia terizinozaura z największym drapieżnikiem tych terenów – azjatyckim krewnym tyranozaura, tarbozaurem.

#### Powrót dinozaurów: Kraina gigantów
Odcinek ten miał swą premierę w Wielkiej Brytanii 1 stycznia 2003 roku. Nigel Marven z ekipą filmową trafia na terytorium dzisiejszej Argentyny ze środkowej kredy, 100 mln lat temu.
- Oryginalny tytuł: Land of Giants: A ‘Walking with Dinosaurs‘ Special

Zwierzęta pojawiające się w odcinku:
- Giganotosaurus
- Argentinosaurus
- Macrogryphosaurus (zidentyfikowany jako iguanodon)
- Ornithocheirus
- Pteranodon
- Sarcosuchus

Marven poszukuje, jak sam mówi, największych zwierząt lądowych wszech czasów – tytanozaurów z rodzaju Argentinosaurus – oraz największych lądowych drapieżników wszech czasów – teropodów z rodzaju Giganotosaurus. Zakłada obóz niedaleko jeziora, nad które co roku wędrują stada argentynozaurów, by składać tu jaja – i co roku w czasie tej wędrówki spotykają watahy polujących na nie giganotozaurów. Poszukując argentynozaurów, Marven spotyka wielu innych mieszkańców tych okolic – żyjącego w jeziorze wielkiego krokodyla z rodzaju Sarcosuchus, żyjące nad brzegiem morza pterozaury, czy wreszcie zagrażającego miejscowym iguanodonom giganotozaura. W końcu udaje mu się trafić na migrujące stado argentynozaurów. Następnie jest świadkiem polowania kilku giganotozaurów na olbrzymie zauropody; drapieżnikom udaje się oddzielić od stada młodą samicę i otoczyć ją. Nieustannie atakując ją, gryząc i wyszarpując kawały mięsa, próbują doprowadzić do jej wykrwawienia; nadejście zmroku uniemożliwia jednak Marvenowi śledzenie finału polowania. Reszta stada argentynozaurów bezpiecznie dociera na tereny lęgowe, gdzie samice wkrótce zaczynają składać jaja.

### Powrót dinozaurów: Potwory na fali
- Oryginalny tytuł: Sea Monsters: A ‘Walking with Dinosaurs‘ Trilogy

Wyprodukowane przez Impossible Pictures dla BBC, ostatnie trzy odcinki specjalne Wędrówek z dinozaurami tworzą miniserial poświęcony wymarłym mieszkańcom mórz. Raz jeszcze pojawia się Nigel Marven, podróżujący w czasie wraz ze statkiem The Ancient Mariner i jego załogą (oraz ekipą filmową), wchodzący w kontakt z prehistorycznymi zwierzętami i starający się unikać ataków największych drapieżników. Marven przemierza siedem najniebezpieczniejszych mórz w historii Ziemi. Tylko trzy z siedmiu omawianych środowisk pochodzą z ery mezozoicznej; dwa pochodzą z paleozoiku, dwa pozostałe – z kenozoiku.

#### Odcinek pierwszy
Odcinek po raz pierwszy wyemitowany w Wielkiej Brytanii 9 listopada 2003 r.
Siódme najbardziej niebezpieczne morze w dziejach
- Czas: ordowik, 450 mln lat temu

Pojawiające się zwierzęta:
- Megalograptus (zidentyfikowany na stronie internetowej serialu)
- Cameroceras
- trylobit z gatunku Isotelus (Marven wykorzystuje jego ciało do przywabienia głowonoga)
- niezidentyfikowana niewielka ryba pancerna (jej ciało Marven znajduje na plaży i wykorzystuje do przywabienia megalograptów)

Szóste najbardziej niebezpieczne morze w dziejach
- Czas: trias, 230 mln lat temu

Pojawiające się zwierzęta:
- Nothosaurus
- Tanystropheus
- Cymbospondylus
- Silesaurus (nazywane celurozaurami, do ich przedstawienia zostały wykorzystane komputerowe modele celofyzów, które nie należały do celurozaurów; jednak pojawiające się w odcinku zwierzęta na stronie internetowej serialu zostały zaliczone do celurozaurów)
- niezidentyfikowane pterozaury (do ich przedstawienia zostały wykorzystane komputerowe modele peteinozaurów)
- ryba („zagrana” przez prawdziwe zwierzę)

Piąte najbardziej niebezpieczne morze w dziejach (bohaterowie opuszczają je dopiero w odcinku drugim)
- Czas: dewon, 360 mln lat temu

Pojawiające się zwierzęta:
- Dunkleosteus
- Bothriolepis (zidentyfikowany na stronie internetowej serialu, w grze interaktywnej Sea monsters adventure,Marven wykorzystuje jego ciało do zwabienia dunkleosteusa)
- Stethacanthus (zidentyfikowany na stronie internetowej serialu)

#### Odcinek drugi
Odcinek po raz pierwszy wyemitowany w Wielkiej Brytanii 16 listopada 2003 r.
Czwarte najbardziej niebezpieczne morze w dziejach
- Czas: eocen, 36 mln lat temu
- Miejsce: Egipt

Pojawiające się zwierzęta:
- Basilosaurus
- Dorudon
- Arsinoitherium

Trzecie najbardziej niebezpieczne morze w dziejach (bohaterowie opuszczają je dopiero w odcinku trzecim)
- Czas: pliocen, 4 mln lat temu
- Miejsce: Peru

Pojawiające się zwierzęta:
- Carcharodon megalodon
- Odobenocetops
- wieloryb Cetotherium
- ryby („zagrane” przez prawdziwe zwierzęta)

#### Odcinek trzeci
Odcinek po raz pierwszy wyemitowany w Wielkiej Brytanii 23 listopada 2003 r.
Drugie najbardziej niebezpieczne morze w dziejach
- Czas: jura, 155 mln lat temu

Pojawiające się zwierzęta:
- Liopleurodon
- Metriorhynchus
- Leedsichthys
- Hybodus

Najbardziej niebezpieczne morze w dziejach
- Czas: kreda, 75 mln lat temu
- Miejsce: terytorium dzisiejszego stanu Kansas, wówczas część śródlądowego morza dzielącego Amerykę Północną na dwie części – zachodnią i wschodnią.

Pojawiające się zwierzęta:
- Tylosaurus (zidentyfikowany jako mozazaur)
- Halisaurus (zidentyfikowany na stronie internetowej serialu)
- Elasmosaurus
- Pteranodon
- Hesperornis
- Lythronax (zidentyfikowany jako tyranozaur)
- Archelon
- Xiphactinus
- niezidentyfikowane rekiny
- ryby („zagrane” przez prawdziwe zwierzęta)

## Książka
Jednocześnie z powstawaniem oryginalnej serii Wędrówek z dinozaurami Tim Haines napisał książkę pod tym samym tytułem. Została ona wydana w roku 1999, roku premiery serialu. W Polsce została wydana w roku 2000, przez wydawnictwo Muza SA.
Książka dzieli się na 6 rozdziałów, z których każdy odpowiada odcinkowi oryginalnej serii. W porównaniu z serialem książka bardziej szczegółowo opisuje otoczenie, w jakim żyją prehistoryczne zwierzęta (m.in. używając nazw geologicznych nadanych kontynentom, oceanom, łańcuchom górskim i wyspom z tamtych czasów, czy też więcej miejsca poświęcając roślinom i małym zwierzętom współistniejącym z dinozaurami), dodaje informacje o badaniach naukowych nad nimi. Często też poświęca więcej miejsca niektórym aspektom, które w serialu zostały tylko wspomniane (np. zagadnieniu wspólnego bytowania polakantów i stad iguanodonów, sugerując, że zmysły tych zwierząt się dopełniają, co ułatwia im zauważenie drapieżników – o ile iguanodony mogą podnosić głowy wyżej niż polakanty i mają lepszy słuch, to z kolei dinozaury pancerne mają doskonały węch). Książka opisuje też niektóre zwierzęta, które nie pojawiają się w serialu (szczegóły przy opisach poszczególnych odcinków – patrz wyżej). Wydarzenia w książce nierzadko toczą się nieco inaczej niż w serialu, czasem nawet akcja rozgrywa się w innych miejscach (np. w rozdziale Okrutne morze akcja nie dzieje się na terytorium dzisiejszego Oxfordshire, lecz na archipelagu Windelidów, który częściowo odpowiada dzisiejszej Bawarii).

## Nagrody
Na liście 100 najlepszych brytyjskich programów telewizyjnych w historii, stworzonej przez Brytyjski Instytut Filmowy w roku 2000, Wędrówki z dinozaurami zajęły 72 miejsce.
Oryginalna seria wygrała 3 nagrody Emmy i 11 innych nagród, była nominowana jeszcze do 8. Ballada o Wielkim Alu wygrała 2 nagrody Emmy i była nominowana do trzeciej. Powrót dinozaurów:Pazur olbrzyma i Powrót dinozaurów: Potwory na fali wygrały po jednej nagrodzie British Academy of Film and Television Arts, Powrót dinozaurów: Kraina gigantów był nominowany do nagrody tej akademii.

## Spin-offy
Sukces oryginalnej serii, którą do końca roku 2000 obejrzało ok. 200 mln widzów na całym świecie, doprowadził do powstania licznych spin-offów w różnych mediach.

### Encyklopedia
Tim Haines i Paul Chambers napisali też encyklopedię serii Walking with… – książkę The Complete Guide to Prehistoric Life, wydaną w 2005 roku. Encyklopedia zawiera ponad 100 opisów prehistorycznych zwierząt pojawiających się w oryginalnej serii Wędrówek z dinozaurami i w jej odcinkach specjalnych, a także w serialach będących jej spin-offami.

### Inne książki
Powstało też kilka innych książek powiązanych z oryginalną serią Wędrówek z dinozaurami i jej odcinkami specjalnymi:
- Benton, Michael J. Walking with Dinosaurs: Fascinating Facts
- Cole, Stephen Allosaurus! The Life and Death of Big Al
- Cole, Stephen Walking with Dinosaurs: 3-D Dinosaurs
- Cole, Stephen Walking with Dinosaurs: Photo Journal
- Cole, Stephen Walking with Dinosaurs: Sticker Book
- Martill, David & Naish, Darren Walking with Dinosaurs: The Evidence
- Marven, Nigel & James, Jasper Sea Monsters

### SeriaWalking with...
W 2001 roku premierę miał serial Wędrówki z bestiami, będący bezpośrednią kontynuacją Wędrówek z dinozaurami. Sześcioodcinkowy serial, zachowujący formułę oryginalnej serii Wędrówek z dinozaurami, skupiał się na erze kenozoicznej, na historii ewolucji ssaków po wyginięciu dinozaurów.
W 2003 r. po raz pierwszy został wyemitowany czteroodcinkowy serial produkcji BBC Wędrówki z jaskiniowcami, opisujący historię ewolucji człowieka. Nad serialem pracowało wielu tych samych ludzi, którzy pracowali przy Wędrówkach z dinozaurami i Wędrówkach z bestiami, jednak tym razem w projekt nie zaangażował się Tim Haines ani Jasper James.
W 2005 r. premierę miał prequel Wędrówek z dinozaurami, trzyodcinkowy serial Zanim przywędrowały dinozaury, wyprodukowany dla BBC przez Impossible Pictures z udziałem Tima Hainesa. Serial opisuje historię życia na Ziemi przed powstaniem dinozaurów, od kambru do wczesnego triasu.

### Zaginiony świat(adaptacja z roku 2001)
W 2001 r. BBC przygotowała też adaptację Zaginionego Świata Arthura Conana Doyle’a, w formie składającego się z dwóch odcinków miniserialu. Adaptacja wykorzystuje niektóre komputerowe modele i animowane kukły dinozaurów wcześniej użyte przy produkcji Wędrówek z dinozaurami. Zaginiony świat swą premierę w Wielkiej Brytanii miał w Boże Narodzenie 2001 r.

### Inne produkcje telewizyjne
Impossible Pictures wyprodukowało też dla ITV sześcioodcinkowy serial Park prehistoryczny (ang. Prehistoric Park), który miał premierę w roku 2006. Serial utrzymany jest w konwencji ostatnich odcinków specjalnych Wędrówek z dinozaurami. Raz jeszcze powraca podróżujący w czasie (m.in. do czasów dinozaurów) Nigel Marven, tym razem jednak zabiera niektóre prehistoryczne zwierzęta do czasów współczesnych, by tu, w specjalnie zbudowanym parku, ocalić je przed wymarciem.

### Walking with Dinosaurs – The Live Experience
Powstała w Australii prezentacja, po raz pierwszy przedstawiona w Sydney w 2007 roku, odtwarza sceny z życia zwierząt ery mezozoicznej (głównie dinozaurów) przy pomocy mechanicznych, animowanych modeli naturalnej wielkości.
Pojawiające się zwierzęta:
- Tyrannosaurus
- Utahraptor
- Allosaurus
- Liliensternus (jedyne zwierzę występujące w prezentacji, które nie pojawiło się wcześniej w serialu Wędrówki z dinozaurami)
- Plateosaurus
- Brachiosaurus
- Stegosaurus
- Ankylosaurus
- Torosaurus
- Ornithocheirus
- Iguanodon (martwy)

### Wędrówki z dinozaurami 3D
W 2013 roku miał premierę pełnometrażowy film kinowy, stworzony w technologii 3D. Został wyprodukowany przez BBC Earth we współpracy z 20th Century Fox. W odróżnieniu od serialu nie ma czysto dokumentalnego charakteru, a jest fabularyzowaną historią, ukazującą częściowo zantropomorfizowane dinozaury. Głosu głównym bohaterom użyczyli John Leguizamo i Justin Long.

## Kontrowersje
Choć Wędrówki z dinozaurami okazały się wielkim sukcesem medialnym, niektóre ich aspekty ściągnęły na serial krytykę ze strony naukowców.

### Spekulacje
Choć wiele aspektów budowy ciała dinozaurów i innych wymarłych zwierząt, czy nawet – do pewnego stopnia – ich zachowań, da się wydedukować na podstawie badań skamieniałości, w niektórych sytuacjach twórcy serii byli zmuszeni spekulować. Np. na podstawie skamieniałości nie da się określić koloru skóry czy oczu dinozaurów, w większości przypadków niemożliwe jest też odtworzenie wydawanych przez nie dźwięków (choć w oparciu o badania czaszki parazaurolofa podejmowano takie próby); zatem kolory i dźwięki zwierząt w serialu są rezultatem spekulacji jego twórców, choć oparte są na porównaniach ze współczesnymi zwierzętami. Także podejmując próby rekonstrukcji zachowań dinozaurów twórcy serii wielokrotnie zmuszeni byli spekulować w oparciu o obserwacje zachowań współczesnych zwierząt.
Wielu naukowców krytykowało serial za to, że wszystkie zachowania zwierząt są przedstawiane jako fakty, bez względu na to, czy rzeczywiście są oparte na niezbitych dowodach, czy też są tylko spekulacjami autorów serii. Paleontolog Henry Gee w 1999 r. w wywiadzie dla gazety The Times powiedział o spekulacjach dotyczących zachowań dinozaurów z serialu: Musi być jakiś sposób, by to udowodnić, w przeciwnym wypadku nie jest to warte więcej niż bajka do poduszki. A BBC w żaden sposób nie może udowodnić tez, które głosi.
Brak rozdzielenia faktów od spekulacji w Wędrówkach z dinozaurami i innych serialach z cyklu Walking with… krytykował też Richard Dawkins. W wywiadzie dla BBC News Online stwierdził: Myślę, że byłoby rozsądne, gdyby w filmie dokumentalnym przyznano, że „zgadujemy”. Nie sądzę, że to zniszczyłoby urok [programu]. Dawkins ostro też skrytykował formułę odcinków specjalnych Wędrówek z dinozaurami z Nigelem Marvenem.
W obronie serialu stanął jeden z jego konsultantów naukowych, prof. Michael J. Benton. Przyznaje, że serial zawiera błędy i dużą dozę spekulacji, dodaje jednak: Kto na poważnie oczekiwałby, że ze skamieniałości wyczyta się informacje o kolorze skóry czy zachowaniach rozrodczych? Wezwałem krytyków, by powiedzieli, jak oni wprowadziliby rozróżnienie między różnymi stopniami pewności [w serialu]. Może twórcy filmu powinni zasłonić obraz kłębem dymu, gdy było pokazywane jakieś widowiskowe zachowanie? A może w prawym górnym rogu ekranu powinien się pojawić wybitny paleontolog, który powiedziałby: „Cóż, tak naprawdę nie wiemy, czy one rzeczywiście kopulowały w ten sposób. Ale…”? Żadne z tych rozwiązań nie byłoby dobre. Oba zniszczyłyby wrażenie [obserwacji prawdziwych dinozaurów].
Kontrowersje wzbudziło też przedstawienie w serialu samicy diplodoka jako posiadającej specjalne pokładełko, które, wysuwając się z ciała, pozwalało jej składać jaja z niewielkiej wysokości nad ziemią. Nie ma dowodów na istnienie takiej struktury u zauropodów. Są jednak wątpliwości co do tego, w jaki sposób mogły one składać jaja, skoro ich upadek na ziemię z wysokości kilku metrów mógł je łatwo uszkodzić, a z drugiej strony tak duże zwierzęta mogły mieć problemy z kucaniem nisko nad ziemią. Pokładełko było próbą rozwiązania tego problemu na potrzeby serialu; Haines stwierdził: Pytaliśmy naukowców i uznaliśmy je za uprawnioną spekulację. Pojawia się ono tylko w oryginalnej serii, nie jest wspominane nawet w książce Tima Hainesa. W odcinku specjalnym Powrót dinozaurów: Kraina gigantów samice argentynozaurów nie mają pokładełek, lecz składają jaja z dużej wysokości, jedynie lekko przykucając.

### Błędy
Oprócz dużej dozy spekulacji, zwracano też uwagę na pojawiające się w serialu błędne informacje na temat wymarłych zwierząt.
- Nie wszystkie zwierzęta są umiejscowione we właściwym wieku. Np. akcja odcinka Nowa krew toczy się w karniku, lecz występują w nim plateozaury, które pojawiły się dopiero w noryku. Akcja odcinka Okrutne morze toczy się w tytonie, lecz w odcinku występują eustreptospondyle, które żyły w keloweju. Akcja odcinka Śmierć dynastii toczy się w mastrychcie, lecz występuje w nim Dinilysia, która żyła w koniaku.
- W serialu niektóre zwierzęta pojawiają się na terenach, z których nie są znane ich skamieniałości. Akcja odcinków Nowa krew i Czas tytanów toczy się na terenach Ameryki Północnej, lecz pojawiają się w nich plateozaury, peteinozaury i anurognaty, które są znane z Europy (choć szczątki plateozaurów odkryto też na Grenlandii). W odcinku Pod skrzydłami olbrzymów utahraptory żyją na wyspach na terenie dzisiejszej zachodniej Europy, lecz w rzeczywistości te zwierzęta są znane tylko ze stanu Utah w USA.
- Rozmiary liopleurodona z odcinka Okrutne morze zostały znacząco zawyżone. Zakłada się, że zwierzę to miało średnio 5 – 7 m długości, a największa czaszka bez wątpienia należąca do liopleurodona wskazuje na zwierzę o długości nieco ponad 10 m. Rozmiary zwierzęcia pojawiającego się w serialu oparte są na fragmentarycznych skamieniałościach, które nie muszą nawet należeć do zwierzęcia z rodzaju Liopleurodon[9].
- W odcinku specjalnym Ballada o Wielkim Alu stwierdza się, że przed śmiercią Wielki Al osiągnął długość 10 m. W rzeczywistości jego odnaleziony szkielet wskazuje, że w chwili śmierci zwierzę miało nieco ponad 7,5 metra długości.

- Wydawać by się mogło, że w odcinku „Powrót dinozaurów:Pazur olbrzyma” welociraptory zostały pokazane jako zwierzęta terenów zalesionych. W rzeczywistości Nigel Marvin spotyka je na terenie pustynnym, po czym ucieka przed nimi do lasu.
- Sarkozuch żył w Afryce, nie Ameryce Południowej.

### Inne wątpliwości
- Krytykowana przez naukowców była scena z odcinka Nowa krew, w której samiec postozucha, po przepędzeniu samicy swojego gatunku z jej terytorium, znakuje zdobyty teren dużą ilością płynnego moczu. Krytycy wskazywali, że o ile nie wiadomo, jakiej konsystencji mocz oddawał postozuch i jesteśmy tu zdani na spekulacje, o tyle porównania z jego współczesnymi krewnymi wskazują, że spekulacja twórców serii nie musiała być tą najbardziej uprawnioną. Ptaki i większość współczesnych gadów to zwierzęta urikoteliczne, tj. wydalają zdecydowaną większość zbędnego azotu w postaci kwasu moczowego, co nadaje ich moczowi gęstą, mazistą konsystencję. Krokodyle – najbliżsi żyjący krewni postozucha – są amonio–urykoteliczne; wydalają wodnisty mocz, zawierający duże ilości amoniaku, razem z gęstszym, skrystalizowanym moczem zawierającym duże ilości kwasu moczowego[10]. Konsystencja moczu może być różna w zależności od środowiska, w jakim żyje zwierzę (np. jeśli żyje w wodach słodkich, może wydalać w większych ilościach wodnisty mocz; gdy żyje w wodach słonych, mocz staje się bardziej zagęszczony)[11]. Jednak nawet jeśli przyjąć, że postozuch teoretycznie mógł oddać mocz w sposób, w jaki zostało to pokazane w serialu, pozostaje wątpliwość, czy byłby do tego zdolny – jak w serialu – po kilku miesiącach suszy, przy prawdopodobnych długotrwałych trudnościach z dostępem do wody pitnej.
- Rozmiary ornitocheira z odcinka Pod skrzydłami olbrzymów są bazowane na fragmentarycznych skamieniałościach odkrytych w osadach formacji Santana w Brazylii (przyznaje to również sam Tim Haines[12]). Jako takie, tak jak rozmiary liopleurodona, mogą być przeszacowane[13].
- Choć w czasie powstawania oryginalnej serii, a tym bardziej odcinków specjalnych, były już znane pierwsze upierzone dinozaury z Chin, dowodzące, że pióra występowały u wielu grup celurozaurów, różne pojawiające się w serialu dromeozaury mają skórę pokrytą łuskami. Oprócz ptaków jedynymi mającymi pióra dinozaurami w serii są Ornitholestes i Mononykus, jednak ten pierwszy ma pióra tylko w serialu – w książce Tima Hainesa zamiast nich ma długie, wąskie łuski z tyłu głowy i na karku, które może stroszyć[14].
- Choć w czasie powstawania serialu uważano za pewnik, że u celofyzów występowały zachowania kanibalistyczne, później niektóre badania podały to w wątpliwość, wskazując, że rzekome szkielety młodych celofyzów pożartych przez dorosłych przedstawicieli gatunku to w rzeczywistości szkielety gadów z grupy Crurotarsi[15].
- W czasie powstawania oryginalnej serii sądzono, że pochodzące z późnego triasu dwa duże zęby trzonowe odkryte w Arizonie należą do nieznanego gatunku cynodonta z grupy trawersodontów[16][17]. Jednak Irmis & Parker (2005), którzy na podstawie tych dwóch zębów opisali nowy gatunek Kraterokheirodon colberti, podali taką jego klasyfikację w wątpliwość; ich zdaniem, choć zęby K. colberti mają pewne wspólne cechy budowy z zębami trawersodontów, to jednak równocześnie istnieją między nimi także istotne różnice. Zdaniem autorów nie można nawet wykluczyć, że podobieństwa między zębami cynodontów i K. colberti są jedynie rezultatem konwergencji. Autorzy publikacji byli jedynie w stanie stwierdzić, że Kraterokheirodon należał do owodniowców, lecz bliższa klasyfikacja jest ich zdaniem niemożliwa do czasu odkrycia większej liczby skamieniałości tego zwierzęcia[18].
- W trakcie powstania serialu uważano, że ornitolest miał niewielki grzebień z przodu pyska, jednak późniejsze badanie przeprowadzone przez Carpentera i innych wykazały, że rzekomy grzebień ornitolesta jest po prostu uszkodzoną kością nosową[19].

## Akcenty artystyczne
- W oryginalnej serii Wędrówek z dinozaurami przez większość czasu zwierzęta zachowują się, jakby nie były świadome obecności kamery i ekipy „filmującej” ich zachowania, nie wchodzą też w kontakt z nimi. Tylko w dwóch odcinkach zrobiono wyjątek od tej reguły. Na początku odcinka Śmierć dynastii, gdy tyranozaur ryczy w stronę kamery, obiektyw pokrywa jego ślina. W odcinku Okrutne morze Liopleurodon płetwą powoduje przesunięcie kamery.
- W dwóch specjalnych odcinkach – Jak powstawały ‘Wędrówki z dinozaurami’ i drugiej części Ballady o Wielkim Alu – pokazano też wiele scen z dinozaurami będących żartami tworców serii. Pojawia się w nich m.in. jadący na deskorolce celofyz, utahraptor palący papierosa i opowiadający, jak źle współpracowało mu się z animatorami, czy też Wielki Al grający z dziećmi w piłkę.